# ボルセーナ湖
ボルセーナ湖（ボルセーナこ、イタリア語: Lago di Bolsena）は、イタリア中部のラツィオ州北部にあるカルデラ湖。ラテラカルデラ（Latera）などと共にブルシーニ火山（Vulsini）を形成する。
湖の形状は楕円形で、南北12km東西11kmほどで、表面積113.5km2、湖面の高度305m、水深は最高で151m、平均81mである。火山活動により、37万年前に形成された。湖の南部にある2つの島は、カルデラの初期の崩壊に続く水面下の爆発で形成された。
湖は、ラツィオ州ヴィテルボ県に位置している。キャンプ施設やBed&Breakfast形式のホテルが多数立地している。

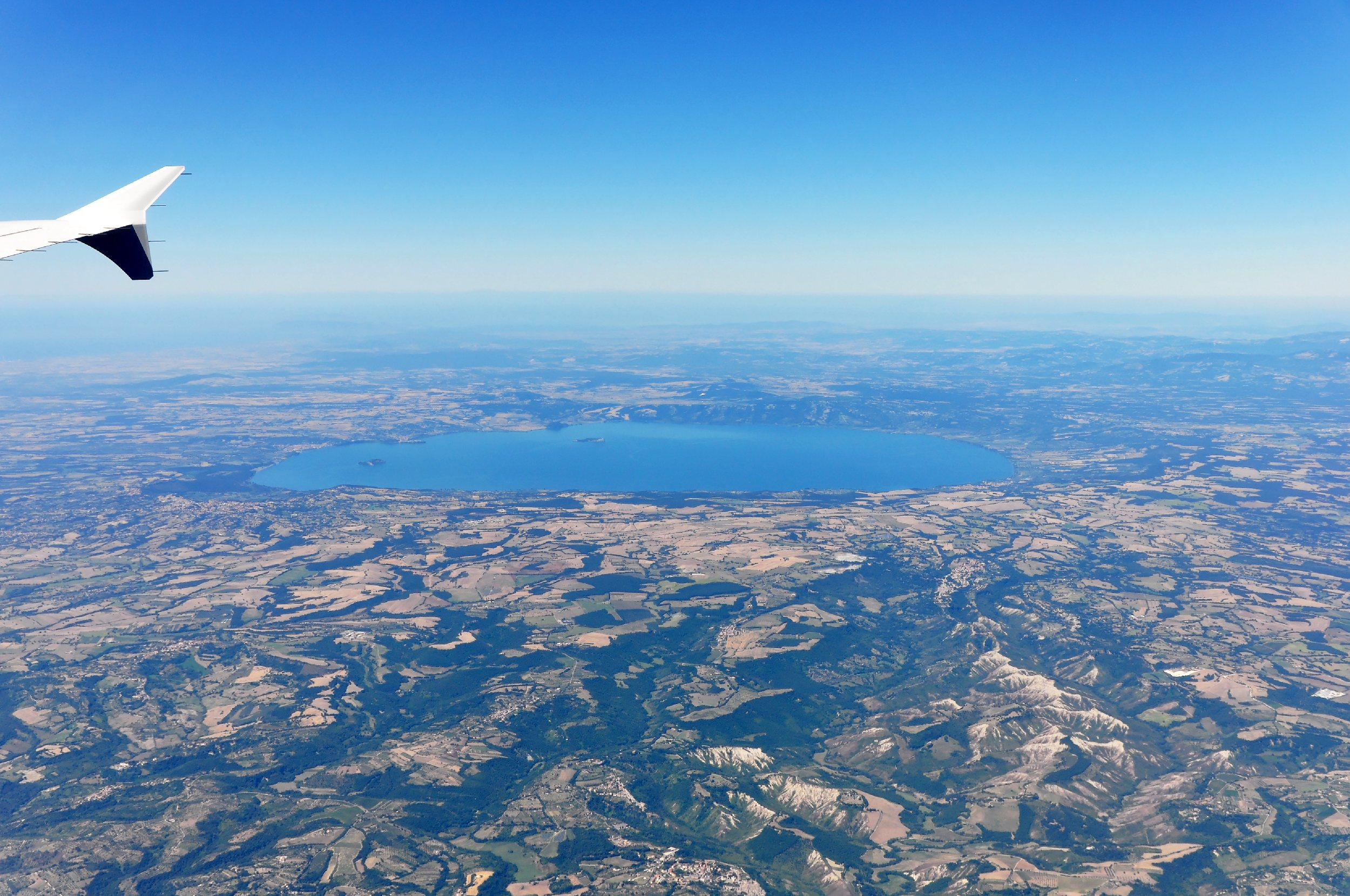
空撮
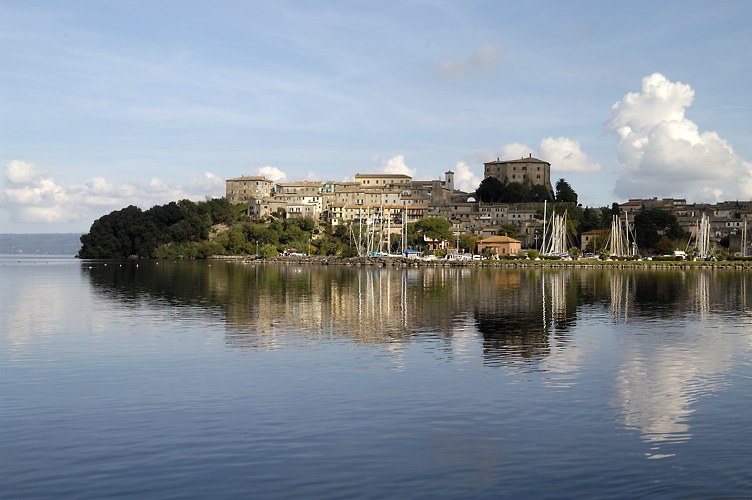
カポディモンテ

## 島
- Bisentina島　面積17ha。
- Martana島　現在私有地。訪問は許可されない。西暦534年にイタリアの東ゴート王国の女王アマラスンタが幽閉され、翌535年に暗殺された島でもある。